# Vasco Pulido Valente
Vasco Pulido Valente, pseudónimo de Vasco Valente Correia Guedes (Lisboa, 21 de novembro de 1941 – Lisboa, 21 de fevereiro de 2020), foi um ensaísta, escritor e comentador político português.
Por não gostar do seu nome de nascimento, cerca dos 16, 17 anos passou a adotar Vasco Pulido Valente como pseudónimo, nome pelo qual é mais conhecido e com que assinava as suas obras.

## Biografia
Proveniente de uma família com tradições intelectuais e ligada à oposição ao salazarismo. Filho de Júlio Bogarim Ribeiro Correia Guedes, engenheiro químico e director fabril na Robbialac (Alcântara, Lisboa, c. 1920 – 13 de fevereiro de 1996), e de sua mulher (casados em Lisboa, a 22 de fevereiro de 1941) Maria Helena dos Santos Pulido Valente (São Sebastião da Pedreira, Lisboa, c. 1920), filha de Francisco Pulido Valente, um casal que pertencia à elite do PCP. Estudou na St. Julian's School, em Carcavelos no Liceu Camões — de onde foi expulso, por mau comportamento — e Pedro Nunes, em Lisboa; no Colégio Nun'Álvares de Tomar. 
Estudante de Filosofia, na Faculdade de Letras da Universidade de Lisboa, em 1962 participou nas lutas académicas contra o salazarismo, integrando um grupo de esquerda radical chamado MAR - Movimento de Acção Revolucionária, chefiado por Jorge Sampaio. Vasco Pulido Valente viria, porém, a aproximar-se do grupo de O Tempo e o Modo, dos católicos Alçada Baptista e João Bénard da Costa (onde aliás também acabaria por colaborar Jorge Sampaio).
Colaborou na publicação académica Quadrante  (revista da Associação Académica da Faculdade de Direito de Lisboa, iniciada em 1958) e na revista Almanaque (1959-61), e foi colaborador assíduo da imprensa desde a década de 1960.
Entre finais da década de 1960, princípios de 1970, graças a uma bolsa da Fundação Calouste Gulbenkian, partiu para Inglaterra. Nesse país viria a doutorar-se em História, na Universidade de Oxford, com uma tese orientada por Raymond Carr, e defendida em maio de 1974, intitulada O Poder e o Povo: a revolução de 1910.
Leccionou no Instituto Superior de Economia da Universidade Técnica de Lisboa, no Instituto Superior de Ciências do Trabalho e da Empresa e na Faculdade de Ciências Humanas da Universidade Católica Portuguesa. Foi investigador coordenador aposentado do Instituto de Ciências Sociais da Universidade de Lisboa. Foi autor de vários livros sobre temas da História e factos políticos, incluindo ainda várias biografias.
Com a vitória da Aliança Democrática, nas eleições legislativas de 1979, foi chamado a integrar o VI Governo Constitucional, dirigido por Francisco Sá Carneiro, como Secretário de Estado da Cultura. Em 1986 foi apoiante de Mário Soares na sua primeira candidatura presidencial. Em 1995 foi eleito deputado à Assembleia da República, pelo Partido Social Democrata. Demitiu-se ao fim de quatro meses, solidário com a saída de Fernando Nogueira, dizendo-se desiludido com a instituição e a vida parlamentar.
Desde 1974 destacaram-se as suas colunas de análise política nos jornais, que fizeram dele um dos mais interessantes cronistas, muitas vezes considerado polémico. Colaborou assim com os jornais O Independente, Expresso, O Tempo, Diário de Notícias e a revista Kapa. Escreveu durante cerca de uma década para o Público, tendo escrito no Observador de 2016 a 2017. Foi também comentador do Jornal Nacional (TVI). Em 2017 parou de escrever por motivos de saúde, mas retomaria em 2019 a colaboração com o Público até à sua morte.
Foi co-argumentista dos filmes O Cerco, de António da Cunha Telles (1970) e Aqui d'El Rei!, de António Pedro Vasconcelos (1992) e argumentista do filme O Delfim, de Fernando Lopes (2002).
Nos últimos anos de vida sofria de esclerose lateral amiotrófica. Morreu no dia 21 de fevereiro de 2020, aos 78 anos.

## Vida pessoal
- Entre 1964 e 1975 foi casado com a actriz Maria Cabral, protagonista de O Cerco, com quem teve uma filha, Patrícia Cabral Correia Guedes (Lisboa, 11 de maio de 1965);
- Viveu com Maria Filomena Mónica entre 1974 e 1976;
- Entre 1986 e 1991 foi casado com Maria Rita Sarmento de Almeida Ribeiro (Lisboa, Lapa, 9 de junho de 1954);
- Foi casado com a jornalista Constança Cunha e Sá (Lisboa, Santa Isabel, 23 de agosto de 1958) entre 2001 e 2010, depois de já terem sido casados na década de 1990. [12]
- Foi casado por último com Margarida Isabel Paulino Bentes Penedo, arquitecta (Lisboa, 6 de fevereiro de 1966).[13][14]

## Obras publicadas
- O estado liberal e o ensino: os liceus portugueses (1834–1930) (1973)
- A revolta do grelo (1974)
- Uma educação burguesa… (1974)
- As duas tácticas da monarquia perante a revolução (1974)
- O poder e o povo: A revolução de 1910 (1976)
- O País das Maravilhas (1979)
- Estudos sobre a crise nacional (1980)
- Tentar perceber (1983)
- Às avessas (1990)
- Retratos e auto-retratos: ensaios e memórias (1992)
- Os devoristas: a revolução liberal (1834–1836) (1993)
- Esta ditosa pátria (1997)
- Os militares e a política: 1820–1856 (1997)
- A República «Velha» (1910-1917) (1997)
- Glória: biografia de J. C. Vieira de Castro (2001)
- Marcello Caetano: As desventuras da razão (2002)
- Um herói português: Henrique Paiva Couceiro (1861–1944) (2006)
- Ir prò Maneta: A revolta contra os franceses (1808) (2007)
- Portugal: Ensaios de História e Política (2009)
- De Mal a Pior - Crónicas (1998-2015) (2016)
- O Fundo da Gaveta - Contra-Revolução e Radicalismo no Portugal Moderno (2018)